# Adventskranz

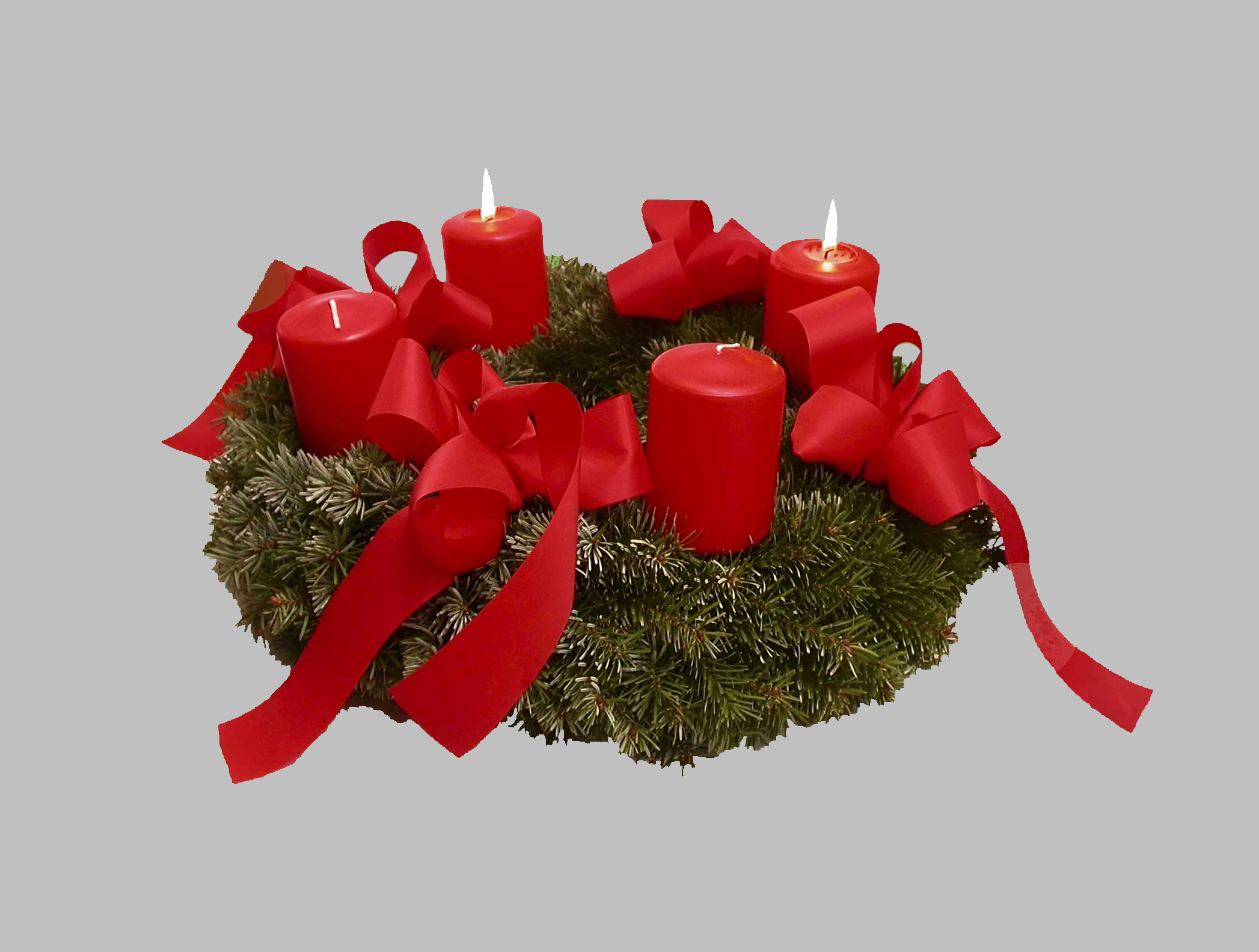
Adventskranz

Der Adventskranz, in Österreich Adventkranz, ist ein meist aus Tannenzweigen geflochtener Tisch- oder Hängeschmuck im Advent mit vier Kerzen, den Adventskerzen. Die Kerzen werden im Laufe der Adventszeit nacheinander entzündet: Am ersten Adventssonntag wird eine Kerze angezündet, ab dem zweiten Advent auch die zweite und so weiter.

## Geschichte
Der Adventskranz wurde im Jahr 1839 von dem evangelisch-lutherischen Theologen, Erzieher, Mitbegründer der Inneren Mission und Begründer der Evangelischen Diakonie Johann Hinrich Wichern (1808–1881) im evangelischen Hamburg, im Rauhen Haus, eingeführt; er wollte damit armen „Straßenkindern“ des beginnenden Industriezeitalters die Zeit bis Weihnachten verkürzen. Knapp hundert Jahre später war der Adventskranz auch in katholischen Gegenden zu finden.

### Wichernscher Adventskranz

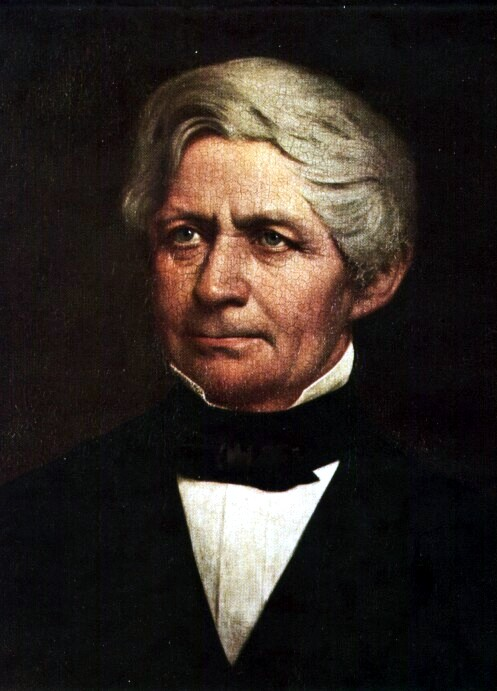
Johann Hinrich Wichern (1808–1881)

Die von Johann Hinrich Wichern erdachte Urform des Adventskranzes mit mindestens 22 und höchstens 28 Kerzen, je eine für jeden Tag des Advents, wird meist als „Wichernkranz“ bezeichnet, u. a. von der Diakonie und von der Evangelischen Kirche in Deutschland (EKD), damit keine Verwechslung mit dem vereinfachten Adventskranz mit vier Kerzen auftritt, welche nur die Adventssonntage anzeigen.
Der erste „Wichernkranz“ hing 1839 von der Decke des Betsaals des Rauhen Hauses, einer Einrichtung für Kinder in prekärer sozialer Stellung in Hamburg-Horn, und bestand aus einem Wagenrad sowie aus vier großen weißen Kerzen für die Adventssonntage und 20 kleinen roten Kerzen für die übrigen Tage. Die Zahl der Kerzen korrespondiert mit der Zeitspanne zwischen dem 1. Advent und dem Heiligen Abend. Die erste Kerze wird am 1. Advent entzündet und die letzte am 24. Dezember. So erfuhren die Kinder, wie viele Tage noch bis zum Heiligen Abend vergehen müssen, und außerdem lernten sie das Zählen. Die Tradition, dass die Kerzen jeweils erst am Abend entzündet werden, wurde teilweise aufgegeben.

#### Wichernkranz in markanten Gebäuden
- Rauhes Haus[11]
- Deutscher Bundestag[12]
- Hauptkirche Sankt Michaelis (Hamburg)[11]
- Hamburger Rathaus[13]
- Kieler Landtag:[14]

### Adventskranz mit vier Kerzen

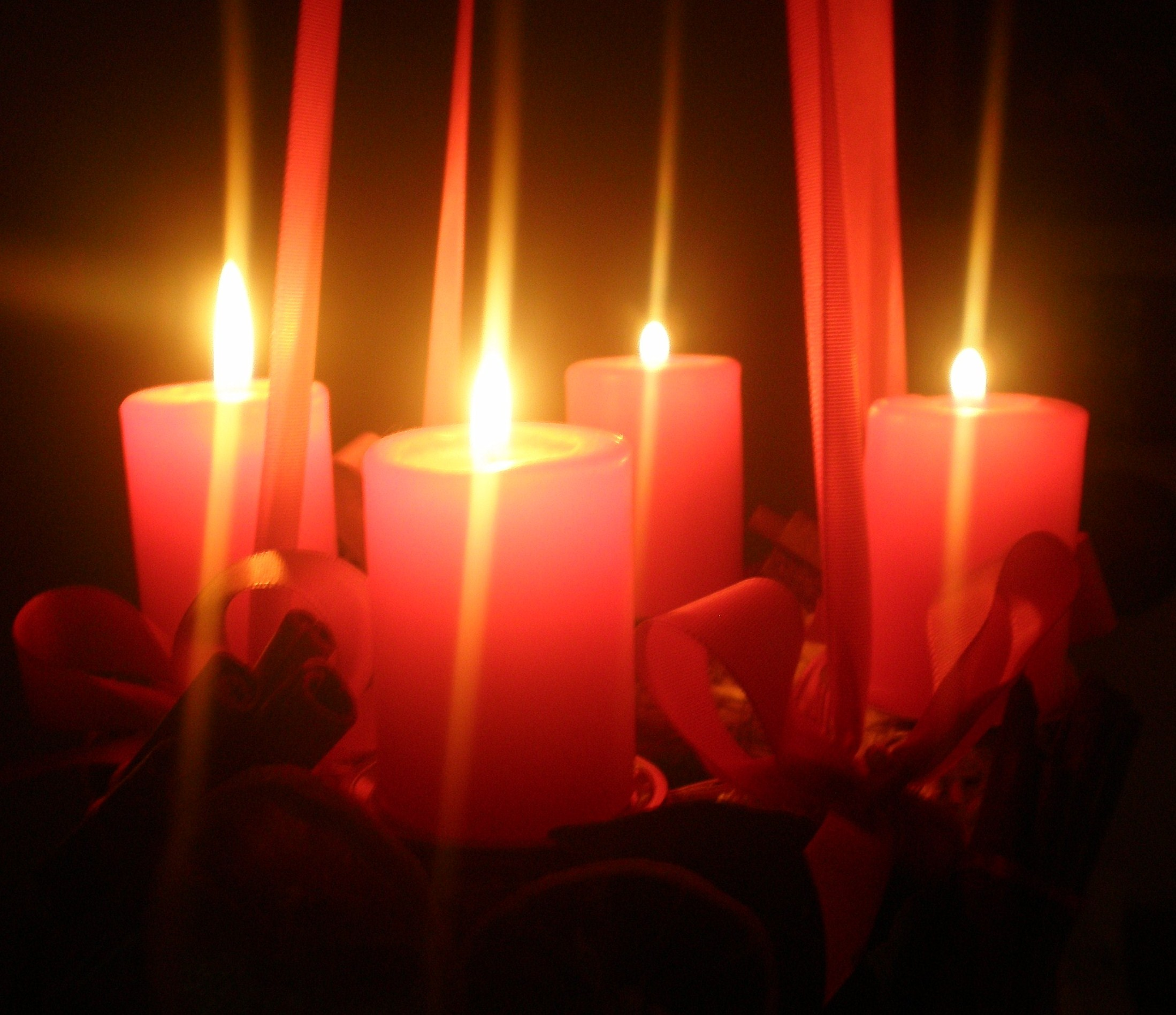
Adventskranz mit vier Kerzen am 4. Advent

Aus dem traditionellen Wichernschen Adventskranz hat sich – vor allem auch aus praktischen Gründen – der Adventskranz mit vier Kerzen entwickelt. Seit etwa 1860 wird der Adventskranz aus Tannengrün gefertigt. 1925 wurde erstmals ein Adventskranz in einer katholischen Kirche aufgehängt. Dies geschah in Köln, 1930 folgte der erste Adventskranz in München. Die Verbreitung des Adventskranzes in katholischen Kirchen und Familien dauert allerdings andernorts noch bis nach dem Zweiten Weltkrieg.
Die Abfolge der vier Sonntage im Advent – insbesondere auch für den Sonderfall, dass der 4. Advent und Heiligabend auf denselben Tag fallen – wurde bereits auf der von Konrad II. (HRR) 1038 auf der Limburg einberufenen Bischofssynode, die die Abfolge der Sonntage im Kirchenjahr festlegte, beschlossen (sogenannter Adventsstreit zwischen dem Kaiser und seinem Onkel, dem Bischof von Straßburg).
Die gelegentlich geäußerte Vermutung, der Adventskranz habe schon lange vor der Zeit von Johann Hinrich Wichern existiert, beruht auf einem Gedicht, in dem der Adventskranz beschrieben und das häufig fälschlich Matthias Claudius (1740–1815) zugeschrieben wird. Tatsächlich stammt das Gedicht von seinem Urenkel Hermann Claudius (1878–1980).

### Sonnenwendkranz und Lichterkranz im Nationalsozialismus
Nach den Vorstellungen der nationalsozialistischen Feiergestalter sollte der traditionelle Adventskranz durch den „Sonnwendkranz“ oder „Lichterkranz“ ersetzt werden, der meist mit Sonnenrad- oder Wikinger-Motiven bestückt wurde. Die Kerzen auf dem Kranz sollten als „Wünschelichter“ nun die vier Jahreszeiten symbolisieren. Zum Anzünden der „Wünschelichter“ wurden so genannte „Lichtersprüche“ vorgetragen, die in entsprechenden Weihnachtsbüchern oder dem Kalender Vorweihnachten „vorgeschlagen“ wurden.

### Große Adventskränze

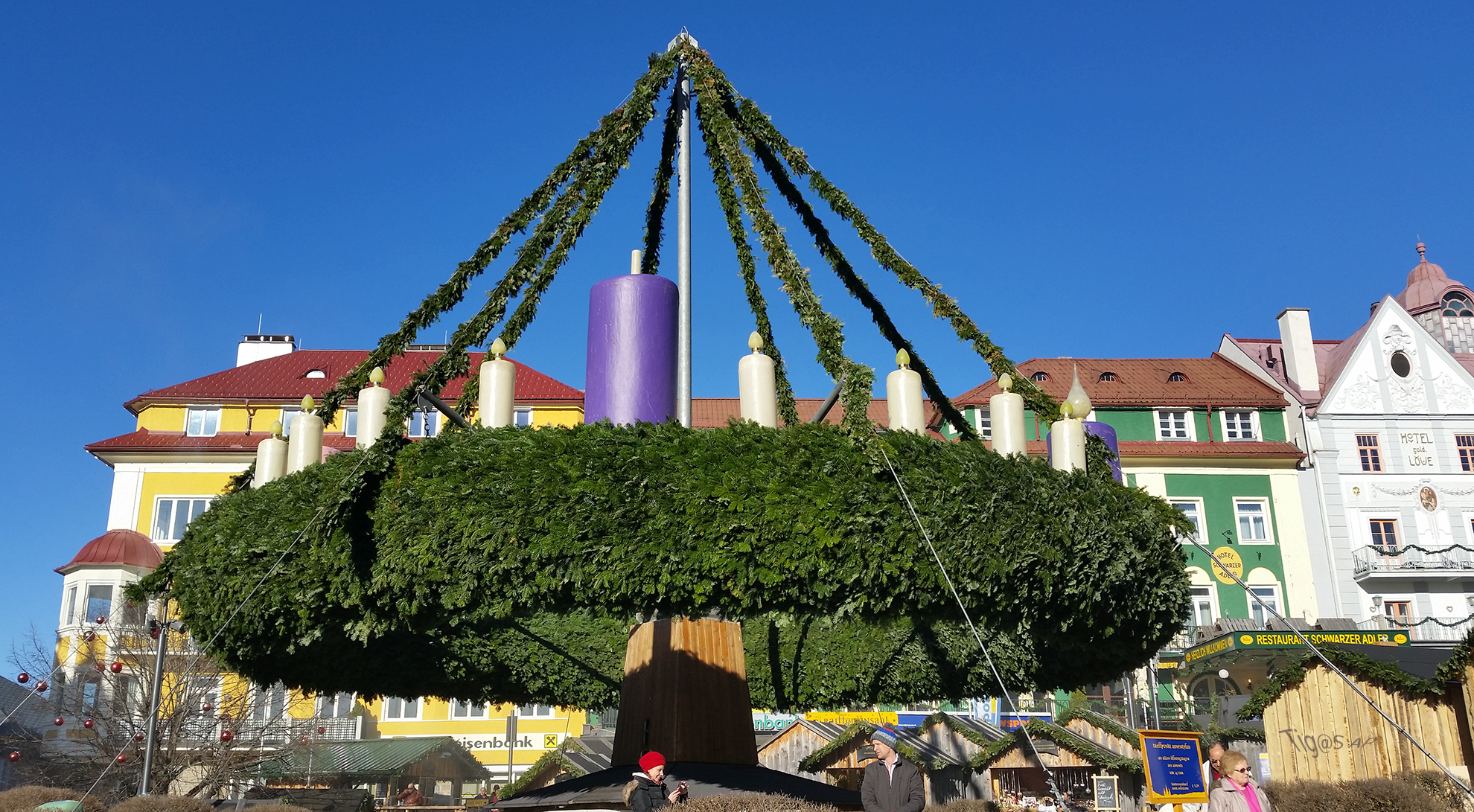
„Weltweit größter hängender Adventkranz“ in Mariazell

Als „weltweit größter hängender Adventkranz“ wird jener über dem Brunnen des Mariazeller Hauptplatzes apostrophiert. Er hat einen Durchmesser von 12 Metern und wiegt 6 Tonnen. Er ist in Anlehnung an den ursprünglichen wichernschen Adventskranz mit 24 Lichtern bestückt, 4 für die Sonntage und 20 für die Werktage.

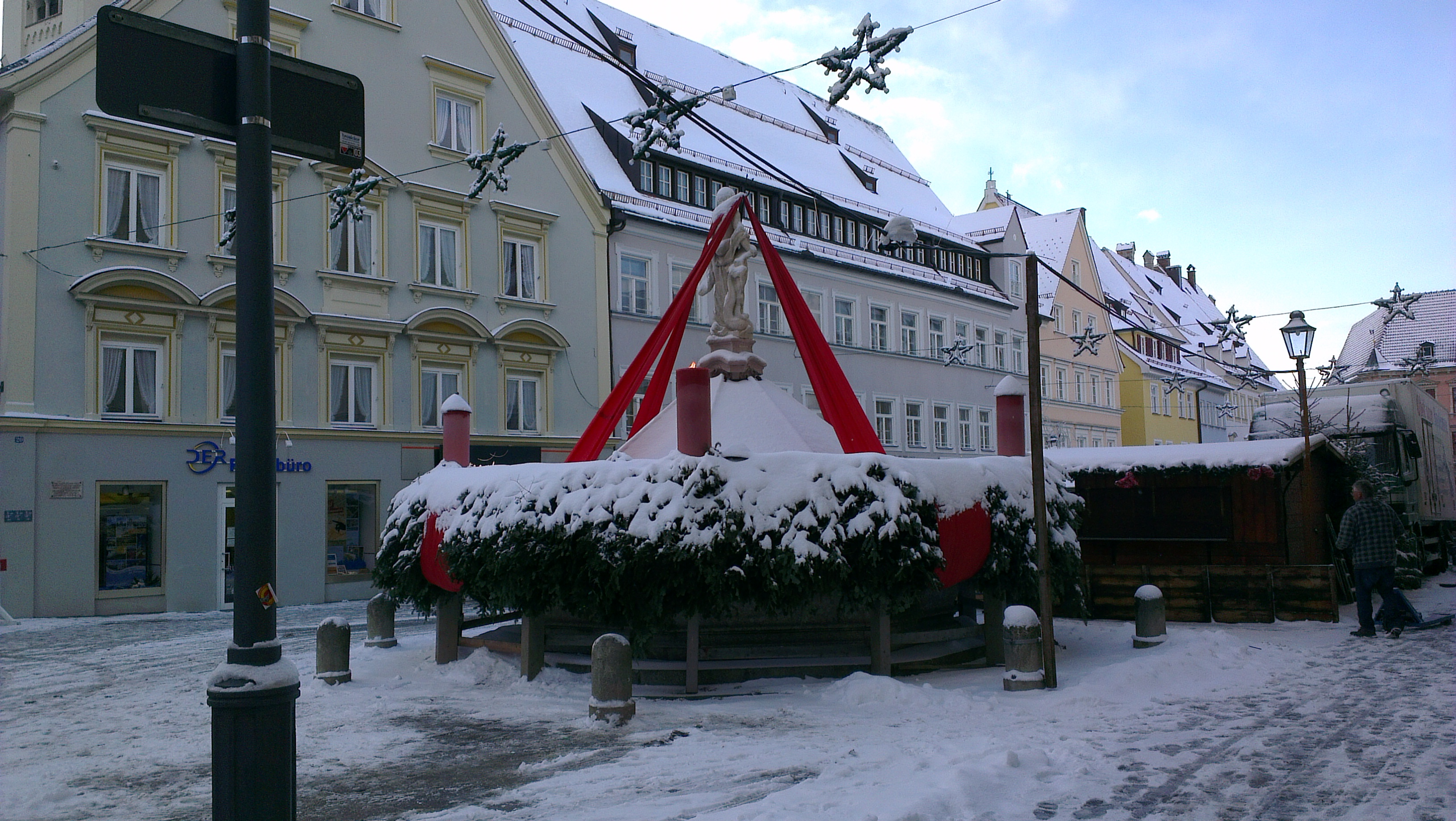
Eingeschneiter Adventskranz in Kaufbeuren

Als „größter echter Adventskranz der Welt“ wird mit einem Durchmesser von acht Metern der Adventskranz in Kaufbeuren beworben. Er besteht aus echten Weißtannenzweigen und ist mit knapp 2 Meter hohen Wachskerzen bestückt. Er steht vom 1. Advent bis zum Dreikönigstag am Neptunbrunnen der Stadt.

## Symbolik

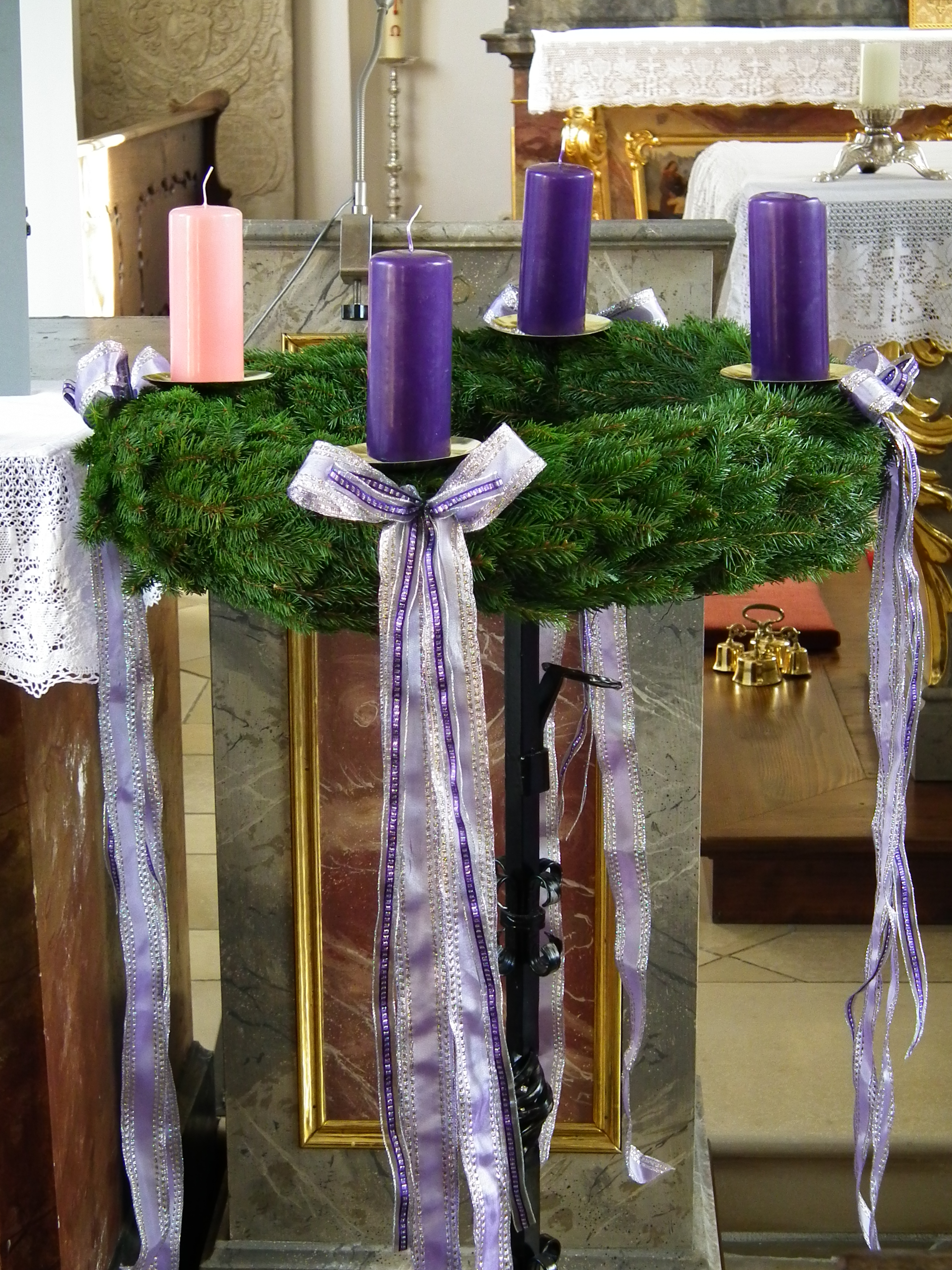
Adventskranz mit einer rosa Kerze für den Sonntag Gaudete in St. Richard in Otting

Es gibt verschiedene Deutungen der Symbolik des Adventskranzes. Die ursprüngliche Symbolik ist die Zunahme des Lichtes als Ausdruck der steigenden Erwartung der Geburt Jesu Christi, der im christlichen Glauben als „Licht der Welt“ bezeichnet wird. Wichern wollte mit seinem Adventskranz  die Botschaft von Weihnachten veranschaulichen und auf das Kommen Jesu Christi als Licht der Welt hinweisen. Im Advent findet sich weiteres Lichtbrauchtum wie etwa die Kerzen am Christbaum oder auch Lichtriten am Fest der Heiligen Lucia.
Hinzu sind verschiedene Deutungen getreten, die sich auf die Kreisform, die Symbolik des Kranzes, das Tannengrün im Winter sowie die verwendeten Farben der Kerzen bzw. auch der Schleifen beziehen: So wird der Adventskranz gern in Bezug auf den Erdkreis und die vier Himmelsrichtungen gedeutet. Der Kreis symbolisiert auch die mit der Auferstehung gegebene Ewigkeit des Lebens, das Grün die Farbe der Hoffnung und des Lebens, und die Kerzen das kommende Licht, das in der Weihnachtsnacht die Welt erleuchtet.
Die Vierzahl der Kerzen geht auf die Zahl der Sonntage im Advent zurück. Papst Gregor der Große hatte sie für die Westkirche auf vier fest gesetzt. Die vier Sonntage standen symbolisch für die viertausend Jahre, die die Menschen gemäß damaliger Auffassung nach dem Sündenfall auf den Erlöser warten mussten.
Das Benediktionale der katholischen Kirche enthält einen Ritus für die Segnung des Adventskranzes. In der katholischen Kirche und katholischen Gegenden ist es zum Teil üblich, den Adventskranz mit drei violetten Kerzen und einer rosa Kerze zu schmücken. Die rosa Kerze wird am dritten Adventsonntag, dem Sonntag Gaudete (lateinisch für Freuet euch!), entzündet. Die Farbsymbolik richtet sich nach der liturgischen Farbe der Paramente: Die liturgische Farbe des Advents ist Violett; am dritten Adventsonntag können alternativ rosa (= violett, durch das die festliche Farbe Weiß hindurchscheint) Paramente verwendet werden (siehe Laetare in der Fastenzeit). Im katholischen Teil Irlands, wo Adventskränze nur in Kirchen üblich sind, kommt zu den drei violetten und einer rosa Kerze noch eine weitere weiße Kerze. Diese fünfte Kerze steht in der Mitte des Adventskranzes und wird am Heiligabend entzündet. Auch sind mit den einzelnen Kerzen Bezeichnungen verbunden, die früher der Liturgie des jeweiligen Adventssonntags entsprachen: Isaiaskerze, Johanneskerze, Josefskerze und Marienkerze.
Im Erzgebirge werden die Adventskränze traditionell ausschließlich mit roten Kerzen geschmückt. Die Farbe rot steht hier für die Liebe und das Licht, mit dem Christus zu den Menschen kam. Die in der Woche nach Totensonntag gebundenen Kränze aus Fichten- und Tannenreisig werden mit vergoldeten Tannenzapfen und Glocken, Glaspilzen oder in jüngerer Zeit Glaskugeln geschmückt. In manchen Gegenden Sachsens wird der Adventskranz mit 24 Nüssen, davon vier silberne für die Adventssonntage und eine goldene für Weihnachten, behängt.
Manchmal wird der Adventkranz mit Kerzen in den vier Farben violett, rot, rosa und weiß geschmückt, die in dieser Reihenfolge entzündet werden.
Im ambrosianischen Ritus werden sechs, anstatt der im römischen Ritus verbreiteten vier Kerzen verwendet, wobei hier auch die Adventszeit sechs Wochen umfasst. In Kirchen des ambrosianischen Ritus (Kirchenprovinz Mailand und manche Pfarreien des Bistums Lugano) wird der Adventskranz während der Messen stets auf oder in unmittelbarer Umgebung des Altars platziert und die entsprechenden Kerzen im Rahmen der Messe rituell entzündet.
Auch das protestantische Norwegen kennt die Tradition, die Kerzen nach der liturgischen Farbe zu wählen. Das sind nach der Tradition der lutherischen norwegischen Kirche vier violette Kerzen. In Schweden ist die erste Kerze traditionell weiß, die anderen drei violett. Das Weiß steht für die Paradiesfarbe, wie Kristin Solli Schøien im Buch „I en kurv til min datter“ aus dem Jahr 2003 beschreibt.
Es gibt die Tradition, dass am Adventskranz nebeneinanderliegende Kerzen oder die Kerzen immer gegen den Uhrzeigersinn entzündet werden. Das Anzünden der gegenüberliegenden Kerze am zweiten Advent wird in dieser Tradition als falsch betrachtet.
Die Symbolik des Kerzenentzündens thematisieren auch Adventslieder wie Wir sagen euch an den lieben Advent von Maria Ferschl und Heinrich Rohr sowie der weitverbreitete Kinderreim Advent, Advent, ein Lichtlein brennt.

## Brandgefahren
Der nachlässige Umgang mit Adventskränzen führt immer wieder zu Zimmer- und Wohnungsbränden. Die häufigste Brandursache ist dabei das fehlende Beaufsichtigen der brennenden Kerzen.

## Verbreitung
Der Brauch des Adventskranzes hat sich im Laufe der Zeit über den deutschsprachigen Kulturraum hinaus in Europa und darüber hinaus verbreitet. 

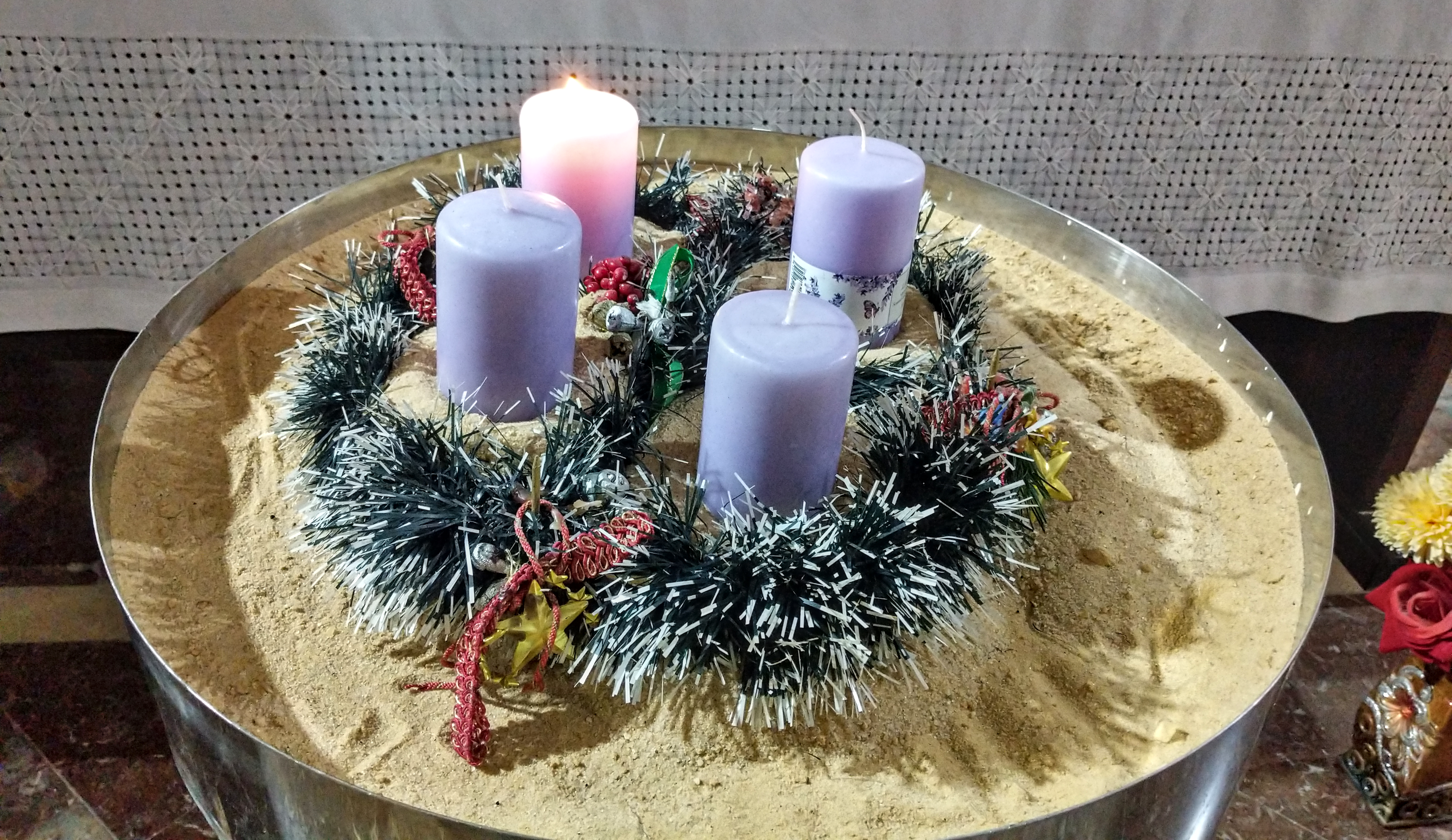
Adventskranz in Nuestra Señora del Carmen (Dakhla, Westsahara – 2023)

## Ähnliche Bräuche in anderen Kulturen
Verschiedene Lichterfeste oder Lichterbräuche ähneln in ihrer Lichtsymbolik mehr oder minder stark dem hier beschriebenen Adventskranz:
- Chanukka – ein achttägiges jüdisches Lichterfest
- Diwali – ein bedeutendes mehrtägiges hinduistisches Lichterfest
- Jöölboom – die nordfriesische Variante eines Weihnachtsbaumes
- Luciafest – ein Brauch zum Fest der heiligen Lucia, der vor allem in Schweden verbreitet ist
- Luzernar – ein aus der altkirchlichen Liturgie überlieferter Licht-Ritus
- Paradeisl – ein altbairisch-österreichischer Vorläufer des Adventskranzes
- Rorate – eine frühmorgendliche heilige Messe im Advent, meist bei Kerzenschein